# Павленко, Владимир Викторович (актёр)
Владимир Викторович Павленко (род. 2 мая 1968 год, Железноводск) — актёр театра, кино и телевидения.

## Биография
Владимир Викторович Павленко родился 2 мая 1968 году в городе Железноводске.
В 1987 году окончил Ростовское училище искусств по специальности
«Актёр драматического театра», В 2005 году — Театральный институт им. Б. Щукина по специальности «Режиссёр драматического театра», мастерская Л. Е. Хейфеца.
Работал в Театре юного зрителя Ростова-на-Дону (1986—1989) и Твери (1989—2007).

## Театральные работы
- Три мушкетёра — Д’Артаньян
- Маугли — Маугли
- Трёхгрошовая опера — Мэкки Нож
- Ромео и Джульетта — Тибальт
- Али-баба и сорок разбойников — Али-Баба

### Постановки
Калужский драматический театр:
- «Стойкий оловянный солдатик» В. Андреев
- «Доктор Штокман» Г. Ибсен

Тверской театр юного зрителя:
- «Мой бедный Марат» А. Арбузов

Тверской народный театр драмы:
- «Скупой» Ж. Б. Мольер
- «Крокодил» Ф. Достоевский[3]
- «Афинские вечера» П. Гладилин
- «Веер» К. Гольдони
- «Стойкий оловянный солдатик» В. Андреев[4]
- «Виржиния» (сценическая версия пьесы М. Камолетти «Ох уж эта Анна»)
- «Доходное место» А. Н. Островский

Тираспольский театр драмы:
- «Кабала святош» М. Булгаков

## Фильмография
- 2019 — Хор — фониатр
- 2014 — Молодежка
- 2013 — Кухня 3 сезон — посетитель ресторана Claude Monet
- 2013 — Реальные пацаны — покупатель стиралки
- 2012 — В зоне риска (10-я серия) — Дмитрий Алексеевич Чащин, бизнесмен
- 2012 — Без следа (12-я серия) — Юрий Николаевич
- 2010 — Офис онлайн, или Айтишники — тип 1
- 2010 — Глухарь. Возвращение — следователь прокуратуры
- 2009 — Папины дочки — милиционер
- 2008—2009 — Ранетки — следователь
- 2008 — Ранняя оттепель (короткометражный) — чекист
- 2008 — Широка река — майор Краснов
- 2008 — Шальной ангел — клиент Саши
- 2008 — Казаки-разбойники
- 2008 — Галина — лейтенант
- 2006 — Провинциальные страсти — Ганин
- 2006—2007 — Кадетство — подполковник Ковалев
- 2005 — Частный детектив
- 2005 — Ой, мороз, мороз!
- 2005 — Верёвка из песка